# Cupriavidus necator
Cupriavidus necator ist eine Bakterien-Art aus der Familie der Burkholderiaceae. Frühere Namen sind Alcaligenes eutrophus, Ralstonia eutropha, Wautersia eutropha und Hydrogenomonas eutropha.

## Merkmale und Lebensweise
Es sind Gram-negative, stäbchenförmige, einzellige Bakterien. Sie haben einen Durchmesser von 0,7 bis 0,9 µm und eine Länge von 0,9 bis 1,3 µm. Durch zwei bis zehn peritriche Geißeln können sie sich bewegen. Sie vermehren sich durch binäre Zellteilung.
Das Bakterium kommt in Böden vor und verwertet vorzugsweise dort vorhandene Nährstoffe. Im Fall eines zu niedrigen Nährstoffgehaltes im Boden kann es andere Bakterien, aber auch Pilze lysieren und als Nahrungsquelle verwenden, darunter Agromyces ramosus, Bacillus subtilis, Bacillus thuringiensis, Escherichia coli und Staphylococcus aureus.
Cupriavidus necator besitzt wie alle Arten der Gattung eine hohe Toleranz gegenüber Kupfer, dessen Vorhandensein sein Wachstum stark anregt.

## Systematik
Cupriavidus necator wurde 1987 als Typusart der Gattung durch Narinder S. Makkar und Lester Earl Casida anhand eines Fundes in University Park, Pennsylvania erstbeschrieben. Das Artepitheton bedeutet so viel wie „Töter“ und verweist auf die fakultative Tötung anderer Bakterien.

## Nutzung
Cupriavidus necator findet bei der autotrophen Nitratentfernung aus Trinkwasser mit Wasserstoff als Elektronendonator
Verwendung. Darüber hinaus kann es Polyhydroxyalkanoate (PHA) produzieren, insbesondere Polyhydroxybuttersäure (PHB), die in den Zellen als Nährstoff- und Energiereserve gespeichert wird, wenn im Habitat sehr viel für die Energiegewinnung verwertbare Kohlenstoffverbindungen vorhanden sind, aber es an essenziellen Nährstoffen wie Stickstoff oder Phosphor mangelt. Solcherart mittels Kulturen erzeugte Biopolymere wurden von der Firma Zeneca (einer Tochter von ICI) unter dem Markennamen „Biopol“ entwickelt.

## Nachweise
- N. S. Makkar, L. E. Casida: Cupriavidus necator gen. nov., sp. nov.; a Nonobligate Bacterial Predator of Bacteria in Soil. In: International Journal of Systematic and Evolutionary Microbiology, 37, S. 323–326, 1987, doi:10.1099/00207713-37-4-323, PDF Online (englisch).

## Weiterführende Literatur
- Jawed Asrar, Kenneth J. Gruys: Biodegradable Polymer (Biopol), In: Alexander Steinbüchel (Hrsg.): Biopolymers, 2003, ISBN 3-527-30290-5; PDF Online, doi:10.1002/3527600035.bpol4003 (englisch).
- Marco Garavaglia, Callum McGregor, Rajesh Reddy Bommareddy, Victor Irorere, Christian Arenas, Alberto Robazza, Nigel Peter Minton, Katalin Kovacs: Stable Platform for Mevalonate Bioproduction from CO2 In: ACS Sustainable Chemistry & Engineering, 26. August 2024; doi:10.1021/acssuschemeng.4c03561 (englisch). Dazu:
  - Upcycling excess carbon dioxide with tiny microbes. Auf: EurekAlert! vom 30. August 2024.